# Pont del Cubilar
El Pont del Cubilar és una obra de Mas de Barberans (Montsià) inclosa a l'Inventari del Patrimoni Arquitectònic de Catalunya.

## Descripció
Pont de pedra en sec construït amb volta adovellada. Les piles del pont estan construïdes amb dos marges de pedra en sec, amb les carades enforntades i separades 1,70 m, de 16 m de llargada, i una alçada de fins a 0,70 m, on comença la volta.
Per cobrició hi ha una volta de canó seguit formada per lloses de pedra disposades a plec de llibre. Així, les lloses de la volta estan col·locades en filades paral·leles al marge i tanquen amb lloses a mode de clau a 1,50 m. de terra. Als extrems de la volta, dos marges fan de contenció del pedraplenat. Donada la seva alçada, per fer còmode el trànsit són marges amb relleixos.